# SC Preußen Breslau
SC Preußen Breslau (celým názvem: Sport-Club Preußen 1902 Breslau) byl německý fotbalový klub, který sídlil ve slezském městě Breslau (dnešní Vratislav v Dolnoslezském vojvodství). Založen byl v roce 1902. Klub býval účastníkem mistrovství Severovýchodního Německa. Zanikl v roce 1919 po fúzi s Verein Breslauer Sportfreunde. Klubové barvy byly černá a bílá.

## Historické názvy
Zdroj: 
- 1902 – SC Preußen Breslau (Sport-Club Preußen 1902 Breslau)
- 1919 – fúze s Verein Breslauer Sportfreunde ⇒ zánik